# Ordinul Piarist
| Ordinul Piarist   | Ordinul Piarist                                                 |
| ----------------- | --------------------------------------------------------------- |
|                   |                                                                 |
| Blazon            |                                                                 |
| Nume oficial      | Ordo Clericorum Regularium Pauperum Matris Dei Scholarum Piarum |
| Nume popular      | Piariștii                                                       |
| Fondator          | Iosif de Calasanz, Roma                                         |
| Data înființării  | 1597                                                            |
| Apartenența       | Biserica Romano-Catolică                                        |
| Sigla             | Sp sau SchP                                                     |
| Statut canonic    | Ordin religios                                                  |
| Sit oficial       | http://www.scolopi.org                                          |
| Ordine religioase |                                                                 |

Ordinul Piarist (în latină Ordo Clericorum Regularium Pauperum Matris Dei Scholarum Piarum) este un ordin călugăresc romano-catolic a cărui misiune este educarea tineretului. A fost fondat în anul 1597 de Iosif (José) de Calasanz la Roma, de unde s-a extins în toată Europa. Părintele Ordinului Piarist urmărea un scop educativ universalist, nediferențiat și strict religios.

## Activitatea pe teritoriul actual al României

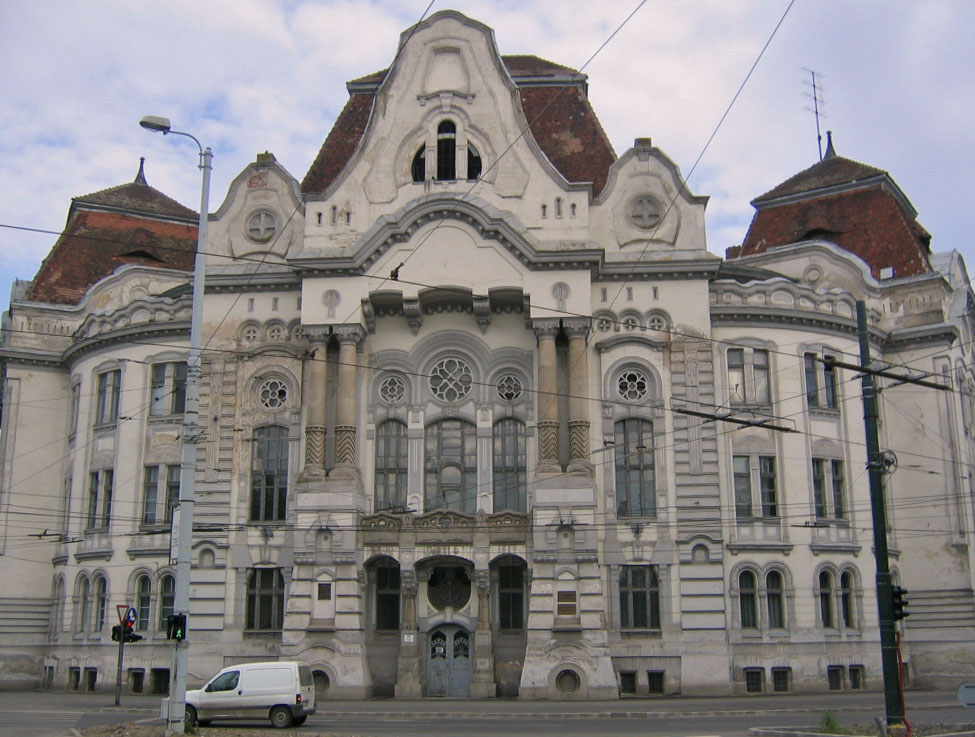
Liceul Piarist din Timişoara

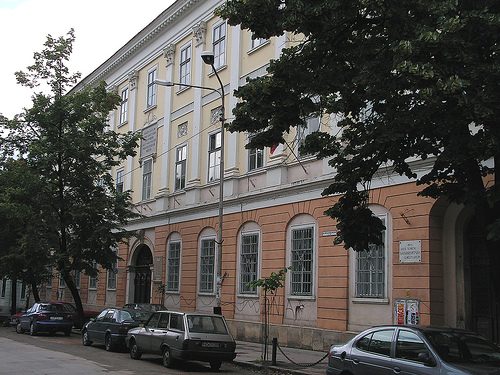
Liceul Piarist din Cluj (azi Liceul Teoretic Báthory István)

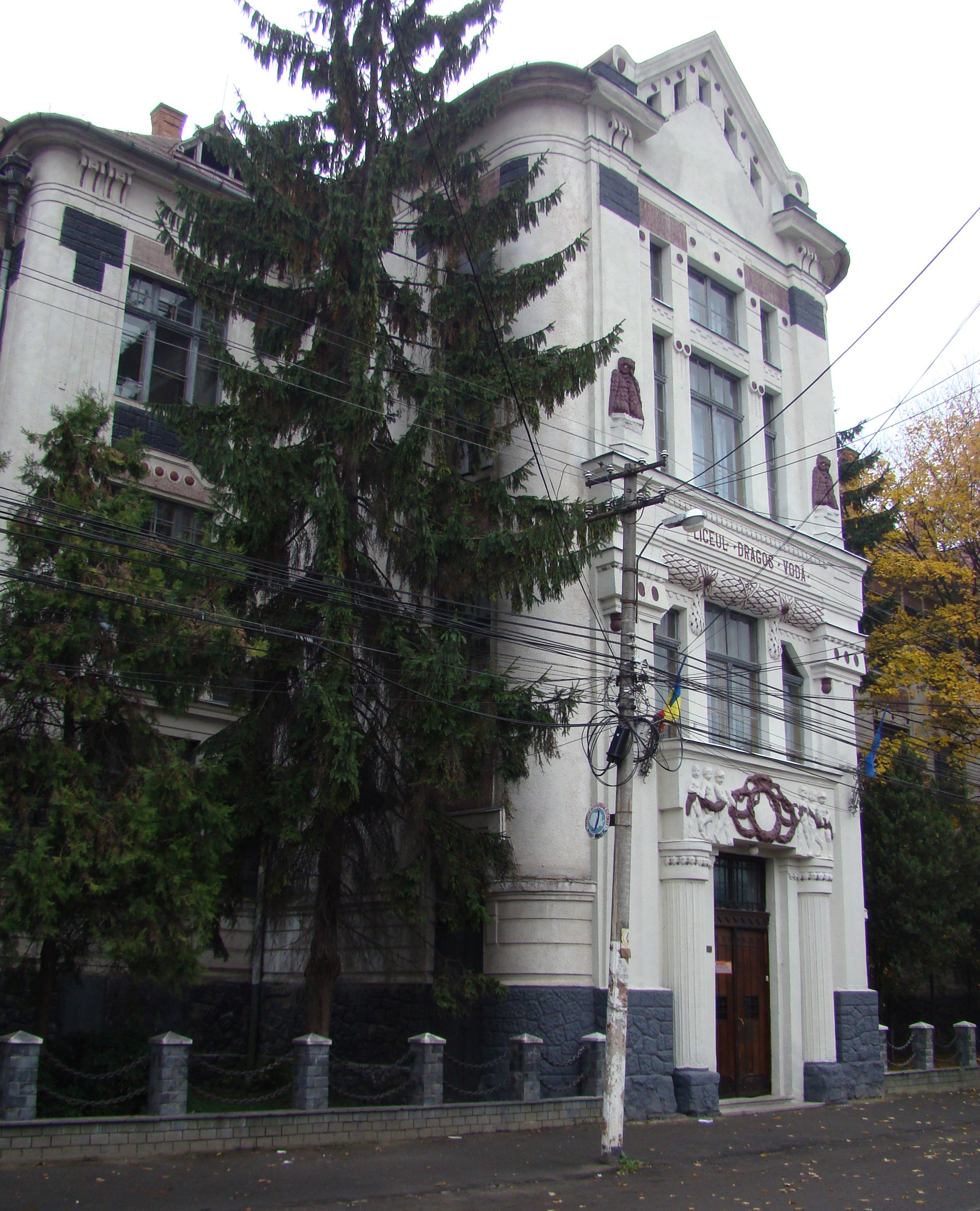
Liceul Piarist din Sighet (azi Colegiul Național Dragoș Vodă)

Prima școală piaristă din Transilvania a fost gimnaziul înființat în anul 1717 la Bistrița. Acestuia i-a urmat cel de la Carei, deschis în anul 1723, iar apoi, din 1730, gimnaziul de la Sighetu Marmației. Pentru o scurtă perioadă a funcționat și la Mediaș un gimnaziu piarist, deschis în anul 1741, desființat însă din cauza șicanelor și obstrucționărilor permanente venite din partea autorităților orășenești protestante. Elevii de la Mediaș au fost transferați la Liceul Piarist din Bistrița, iar clădirea gimnaziului piarist din Mediaș, monument istoric care domină piața centrală a orașului, a fost înstrăinată. În Banat piariștii au deschis în anul 1751 gimnaziul de la Sântana, transferat în 1788 la Timișoara din ordinul împăratului Iosif al II-lea.
La 7 iunie 1776 a fost înființată o școală piaristă și la Cluj. În acel an, după desființarea temporară a ordinului iezuit în anul 1773, împărăteasa Maria Terezia a donat ordinului piarist colegiul, biblioteca și Biserica Iezuită din Cluj. Colegiul catolic din Cluj, ajuns pe mâna piariștilor, și-a pierdut parțial valențele de școală superioară, fiind degradat cu timpul la rangul unui liceu academic.
În 1925 în România a fost organizată Provincia Piaristă, care a avut ca principale centre orașele Cluj, Sighetu Marmației, Carei și Timișoara.
Activitatea școlilor și mănăstirilor piariste din România a fost curmată brusc de autoritățile comuniste.